# Горан Ђорђевић
Горан Ђорђевић (Колари, 1952) српски је песник, књижевни критичар и историчар књижевности. Један од оснивача и дугогодишњи директор Међународног фестивала поезије Смедеревска песничка јесен и уредник двојезичне песничке библиотеке Меридијани.

## Биографија
Рођен је у Коларима, код Смедерева, 16. маја 1952. године. Основну школу и гимназију завршио је у Смедереву, а студије југословенске књижевности и српскохрватског језика на Филолошком факултету у Београду.
Песме су му заступљене у преко двадесет панорама и антологија у земљи и иностранству и превођене на: енглески, француски, немачки, руски, шпански, италијански, румунски, словачки, јерменски, македонски и турски језик.
Приредио је монографију Песнички кључ Смедерево, 25 година Фестивала Смедеревска песничка јесен (1994), Избор из стваралаштва за децу Бранислава Нушића (1997), Дела Васка Попе (2007).

### Књиге песама
- Почетак недеље (1984),
- 29. април, Друговац (1985, 1995),
- Расута земља (1997, 1998, 1999), на румунском (1998), на словачком (2001),
- Сентандреја и друге песме (2007, 2008),
- Раскршћа (на италијанском, 2009).

## Одабране награде
- Награда Смедерева, 1984, 1999.
- Награда „Србољуб Митић”, за књигу песама Расута земља,1998.
- Вукова награда, 2006.
- Награда „Милан Ракић”, за књигу песама Сентандреја и друге песме, 2008.
- Светосавска повеља, 2009.
- Награда „Раде Томић”, за књигу песама Додирнути тишину, 2013.[2]
- Награда „Миодраг Драганић”, 2016.[3]